# 맹크스 혜성
맹크스 혜성(Manx comet)은 궤도 모양은 장주기 혜성과 비슷하나, 물리적 성질은 내태양계 소행성과 비슷하게 꼬리가 거의 없다시피한 혜성을 가리킨다. 이름은 꼬리가 없는 고양이인 맹크스에서 왔다. 대표적인 맹크스 혜성은 2013년 8월 4일 발견한, 공전 주기 5100만 년의 C/2013 P2 (PANSTARRS) 혜성과, 2014년 9월 22일 발견한, 오르트 구름 기원인 C/2014 S3 (PANSTARRS) 혜성이 있다.